# Leptoneta taramellii
Leptoneta taramellii är en spindelart som beskrevs av Roewer 1956. Leptoneta taramellii ingår i släktet Leptoneta och familjen Leptonetidae. Inga underarter finns listade i Catalogue of Life.